# Holzheim (bei Dillingen an der Donau)
Holzheim er en kommune i Landkreis Dillingen an der Donau i Regierungsbezirk Schwaben i den tyske delstat Bayern, med cirka 3.750 indbyggere. Den er administrationsby for Verwaltungsgemeinschaft Holzheim.

## Geografi
Holzheim ligger i Region Augsburg ved Dillingen an der Donau.
Der er i kommunen landsbyerne Altenbaindt, Ellerbach, Eppisburg, Holzheim og Weisingen.